# セルゲイ・キーロフ暗殺事件
セルゲイ・キーロフ暗殺事件（セルゲイ・キーロフあんさつじけん、Убийство Сергея Кирова, ウビーストヴァ・シェルゲーヤ・キーラヴァ）とは、1934年12月1日、レニングラードにあるスモーリヌイ修道院レニングラード党本部の建物にて、ボリシェヴィキ全連邦共産党中央委員会書記の一人であるセルゲイ・キーロフ (Серге́й Ки́ров) が、同じく共産党員であるレオニード・ニコラーエフの手で殺された出来事を指す。

## 背景

### 暗殺
レオニード・ニコラーエフは、1934年10月15日にもキーロフの殺害を試みたことがあった。この日、ニコラーエフはカメンノーフストロフスキー大通りにあるキーロフの自宅付近で警備員に取り押さえられ、尋問を受けたが、党員証と武器の使用許可証を提示すると釈放された。
1934年12月1日午後4時30分過ぎ、ニコラーエフは、スモーリヌイ修道院の3階の廊下、キーロフの執務室の近くで待ち伏せしていた。午後4時37分ごろ、キーロフが姿を現わすと、ニコラーエフは背後から近付き、回転式拳銃の引き金を引いて至近距離からキーロフの頭部に銃弾を撃ち込んだ。この直後、ニコラーエフは銃で自殺しようとするも失敗し、意識を失ってその場に倒れた。ニコラーエフはショック状態のまま現場で拘束され、第二精神病院に搬送された。午後9時頃、ニコラーエフは意識を取り戻した。
キーロフ殺害の知らせを受けて、ヨシフ・スターリン (Иосиф Сталин) は直ちに急行列車に乗り、レニングラードへ向かった。ヴャチェスラーフ・モロトフ (Вячесла́в Мо́лотов)、クリミェント・ヴォロシーロフ (Климе́нт Вороши́лов)、アンドレイ・ジダーノフ (Андрей Жда́нов)、アンドレイ・ヴィシンスキー (Андрей Вышинский)、ゲンリフ・ヤゴーダ (Генрих Ягода)、ニコライ・エジョフ (Никола́й Ежо́в)、ヤーコフ・アグラーノフ (Яков Агранов) が付き従った。
12月2日の早朝に現地に到着したスターリンはニコラーエフの元へ向かい、ニコラーエフに対して直接尋問した。
スターリンからの指令を受けて、ニコライ・エジョフが事件の捜査を指揮した。内務人民委員部長官のゲンリフ・ヤゴーダとその部下たちは、「リェフ・カーメネフ (Лев Каменев) とグリゴーリイ・ジノーヴィエフ (Григо́рий Зино́вьев) がキーロフ殺害に関わっている」とするスターリンの見解を「穏やかに」妨害しようとした。チェキストたちから不満の声が出たことにより、エジョフは捜査を「正しい方向」に軌道修正しようとした。1937年2月から3月にかけて開催された党大会の場で、エジョフはこの事件について触れ、「スターリンが自分とアレクサンドル・ヴァシーリエヴィチ・コサレフを呼び、『ジノーヴィエフ派の中から犯人を探し出せ』と指示された」と語っている。
キーロフ殺害の翌日、ソ連の新聞に「共産党中央委員会からの通知」が掲載され、そこには「キーロフは労働者階級の敵の卑劣な攻撃によって死んだ」と記述された。1934年12月4日、ソ連の新聞は、ソ連中央執行委員会幹部会による決定について報じた。「連邦共和国の現行刑事訴訟法の改正について」と題された決議が発表され、「捜査当局は、テロ行為の準備または実行の容疑で告発された者たちの事件の捜査について迅速に進めるべきであり、司法当局は刑の執行を遅らせないようにする」と書かれた。この法令により、裁判所はテロリズムの容疑に対しては10日以内に刑事訴訟を開始するよう義務付けられ、当事者や証人が不在の状態でも審問が実施できるようになった。控訴や請願は許されず、即時に死刑が執行されるようになった。
1934年12月28日から12月29日にかけて、ソ連最高裁判所軍事諮問委員会の法廷が開かれ、ニコラーエフに加えて13人の人物が被告人として出廷した。彼らはいずれもキーロフ殺害の準備の陰謀に加担した罪で起訴された。キーロフの殺害はのちに「レニングラード本部事件」と呼ばれた。法廷の議長を務めたのはヴァシーリー・ウルリフ (Васи́лий У́льрих) であった。ニコラーエフが自白の内容を認めたのは、他の被告が不在の状況下でウルリフがニコラーエフを尋問したときのことであった。1934年12月29日午前5時45分、ニコラーエフ以下全員に死刑が宣告され、その一時間後に銃殺された。判決を聞いたニコラーエフは「残酷だ！」、「嵌めやがったな！」と絶叫した。
レオニード・ザコーフスキー (Леонид Заковский) がレニングラード内務人民委員部の長官に任命され、レニングラードに到着すると、「『トロツキー派・ジノーヴィエフ派』に属している」として、身に覚えのない不当な逮捕が始まった。レニングラードで働いていたチェキストたちは、「名前が『ニコラーエフ』という理由だけで、多くのソ連国民が逮捕され、国外追放処分や銃殺刑に処せられた」と語った。これはザコーフスキーの命令であったという。

### ニコラーエフの親族の運命
ニコラーエフの妻、ミルダ・ドラウレは、1901年8月、ロシア帝国時代のサンクト・ピチェルブルクにて、ラトヴィア人の家庭に生まれた。1919年にソ連共産党（ボリシェヴィキ）に入党し、1925年にレオニード・ニコラーエフと結婚し、1927年に長男・マルクス、1931年に次男・レオニードを産んだ。彼女はスモーリヌイ修道院にて、技術者として働いていた。夫が逮捕されると、彼女は党を除名されたのち、捕らえられ、尋問を受けたのち、1935年3月10日に銃殺刑に処せられた。ミルダの妹・オルガとその夫・ローマンも銃殺された。
ニコラーエフの母親、二人の姉妹、妹の夫、ニコラーエフの兄の妻とその妹、その妹の夫、ニコラーエフの隣人も、銃殺されたか、刑務所に送られて死亡した。
1990年8月13日付けソビエト連邦大統領令第556号「20年代から50年代にかけての政治的弾圧における全ての被害者の名誉回復について（О ВОССТАНОВЛЕНИИ ПРАВ ВСЕХ ЖЕРТВ ПОЛИТИЧЕСКИХ РЕПРЕССИЙ 20 - 50-Х ГОДОВ）」に基づき、ミルダ・ドラウレの名誉は回復された。ソ連の検察当局は、セルゲイ・キーロフの殺害にはミルダは関与していない、と断定した。ニコラーエフの親族たちも名誉回復を受けたが、ニコラーエフ本人は名誉回復されていない。

## キーロフ殺害に関する諸説

### キーロフとミルダ・ドラウレ
キーロフが穿いていたズボンの医学的検査を行ったところ、最後に洗濯されてから長時間着用された形跡はなかったが、乾燥した状態の精液の斑点が、ズボンの前面上部の内側表面に確認された。キーロフは仕事を通じて、ニコラーエフの妻、ミルダ・ドラウレのことを以前から知っていた。1934年12月1日の午後11時ごろから、レニングラード周辺にて、「キーロフとミルダは親密な関係にあった」との噂が拡がり始めた。この種の「情報」は、党委員会、地区委員会、地域委員会に収集、分析、編集された。こうした噂を拡散した者は党から除名されたうえ、逮捕されるか、銃殺された。
ミルダはキーロフが殺された15分後に連行され、尋問を受けた。

### キーロフの護衛の死
キーロフが殺されたのち、キーロフの護衛を務めていたミハイル・ボリソフ (Михаил Борисов)が尋問を受けることになり、スモーリヌイに車で移送される途中、乗っていた車が事故を起こし、ボリソフは死亡した。のちの調査で、この車には欠陥があった事実が判明した。
ヴィークトル・バラン (Виктор Балан) は、「ボリソフは、疎放に仕組まれた交通事故の形で殺されたのだ」と書いた。

### 私怨
尋問を受けたニコラーエフは、「この暗殺組織に一緒に加わった者は誰なのか」と尋ねられると、「これは全て自分一人で計画し、準備したものだ」と答えた。ニコラーエフの自宅では家宅捜索が行われ、「キーロフは、私と妻との間に敵意を植え付けた」と書かれた手紙が見付かった。
レオニード・ヴァシーリエヴィチ・ニコラーエフ (Леони́д Васи́льевич Никола́ев) は、1904年5月10日、サンクト・ピチェルブルクにて生まれた。身体が弱く、11歳になるまで歩けなかった。くる病を患い、2年間、脚にギプスを嵌めて暮らしていた。成人後の彼は、身長150 cm、腕は膝まで伸びており、病弱の身であった。喧嘩っ早い性格が災いし、党の役職に就いても長続きしなかった。1934年4月、ニコラーエフはボリシェヴィキ全連邦共産党の党史研究所の講師職を解雇され、失業した。ラトヴィア人女性のミルダ・ドラウレと結婚し、二人の息子が生まれた。ニコラーエフは家族を大切にし、優しい父親であり、子供たちに本を読み聞かせた。ミルダも家族を愛し、夫を支えようとした。
彼はそれまでの15年間で仕事を11回変えており、どれも長続きしなかった。ヴィボルクスキー管区のコムソモール (Комсомол) の下級役人として11年間勤務し、最後の役職は党史研究所の職員であった。妻・ミルダは、1934年12月1日の夫の様子について、「党から除名処分を受けた瞬間から、夫は憂鬱になり、中央委員会での叱責に関する質問に対する決定をずっと待っていたが、その決定が下されなかった」と語った。ニコラーエフは仕事を探しており、地区委員会の仕事に応募したが、採用されなかった。ニコラーエフは、神経衰弱と心臓発作を患っていた。キーロフの存在は、ニコラーエフにとって最後の希望であった。ニコラーエフは指導的地位も獲得したいと考え、できなければキーロフを殺してから自殺するつもりであった。それに先立つ形で、ニコラーエフは10月14日に遺書を書いたのであった。ニコラーエフは、スターリンに宛てた書簡の中でも「私に仕事を与えて下さい」と懇願している。
1934年11月21日、ニコラーエフは、『党と祖国に対する私の答え』と題した宣言書を書いた。
「革命の兵士として、私はどんな死も恐れてはいない。今、私はあらゆる事柄に対する準備ができている。かのアンドレイ・ジェリャーボフのように。誰にもこれを妨害することはできない…人類のために、母、妻、幼い子供たち、善良な人々のために。産業と戦争の皇帝、スターリンによろしく」
1930年代初頭の時点では、党員の武器の所持についての厳格な制限は無かった。キーロフを殺す際に使われた回転式拳銃について、ニコラーエフが手に入れたのは1918年で、ロシア内戦の真っ只中の状況であり、文字通り国中に武器が溢れている頃であった。ニコラーエフは、この銃を16年間合法的に所持し続けた。
2009年12月1日、ニコラーエフの残した日記がボリシェヴィキ博物館に展示された。彼は、1881年3月にアレクサンドル2世を殺害したアンドレイ・ジェリャーボフに自分自身をなぞらえている。党史研究所で働いていたニコラーエフはキーロフに解雇され、失業したことでキーロフに対して恨みを抱いており、復讐を望んでいた趣旨も書かれていた。尋問を受けた際、ニコラーエフは「名誉を棄損され、生活を潰された」と明言した。

### スターリン関与説
1956年2月のソ連共産党第20回大会のあと、ニキータ・フルシチョフ (Никита Хрущёв) による主導のもと、キーロフ暗殺事件について詳細に調査するための特別委員会が設立され、ニコライ・シュヴェルニク (Николай Шверник) がその委員長に就任した。オリガ・シャトゥノフスカヤもその委員の一人になった。委員会で集められた資料について、フルシチョフはそれの公開を取り止めた。フルシチョフはシャトゥノフスカヤに対し、「今の時点では、理解されることはないだろう。この調査結果については、15年後に公表しよう」と述べたという。1979年、ヴャチェスラーフ・モロトフは、「委員会は、スターリンがキーロフの殺害には関与していないことを証明した。フルシチョフは、自分に不利となる資料の公表を拒否したのだ」と主張した。
1989年6月13日付のアレクサンドル・ヤコヴレフ (Александр Яковлев) に宛てた書簡の中で、シャトゥノフスカヤは、「スターリンの個人文書を調査する過程で、スターリンがテロリストの存在を捏造したことを示す文書を発見した」趣旨を記述した。ソ連検察庁による筆跡鑑定を実施した結果、これらの文書はスターリンによる直筆のものであったという。
ソ連検察庁、首席軍事検察庁、ソ連国家保安委員会、ソ連共産党中央統制委員会は、セルゲイ・キーロフ暗殺事件について共同で調査を行い、1934年12月1日の出来事に関係する入手可能な全ての文書と資料を分析し、1990年6月14日にその調査結果について発表した。彼らは、「セルゲイ・キーロフの暗殺に、スターリンと内務人民委員部が関与していたことを示す証拠は見付からなかった」「この犯行は、レオニード・ニコラーエフ単独によるものであった」と結論付けた。オリガ・シャトゥノフスカヤによる声明を確認したソ連共産党中央統制委員会は1991年8月22日に覚書を残しており、そこには「1934年12月1日のキーロフに対するテロ行為は、ニコラーエフが準備し、実行したことが証明されている」「内務人民委員部の職員は、キーロフの殺害にはジノーヴィエフ派が関与している、とするスターリンの発言にしたがって、ニコラーエフの存在と、ジノーヴィエフ派に反対していたコトリノフ、ルミャンツェフ、トルマーゾフら（計13人）を人為的に結び付け、キーロフ殺害の刑事事件を捏造した」「大勢のソ連国民が不当に弾圧され、その多くは銃殺された」と記載された。
1956年2月のソ連共産党第20回党大会にて、非公開の委員会の場で、ニキータ・フルシチョフは「キーロフの暗殺にはスターリンが関与している」と発言した。また、キーロフの死を知らされた直後、スターリンは「これはジノーヴィエフ派による仕業だ」と自信を持って宣言した。アナスタス・ミコヤン (Анастас Микоян) は、回顧録の中で、スターリンによる「ジノーヴィエフ派による犯行である」とする言葉は、会議を招集したスターリンが、会議が始まって最初の数分間で発した」と書いている。
ニコラーエフは、ドイツとエストニアの領事館を数回訪問していた。キーロフの殺害が無線放送で報道されたあとの1934年12月2日の早朝、ドイツ領事のリヒャルト・ゾマー (Richard Sommer) は、「外務人民委員部の長官に通知する」という手順を踏むことなく、突然フィンランドへ向かった。この出発が、キーロフ殺害と関係があるかどうかは不明のままである。
オリガ・シャトゥノフスカヤは、1934年12月にニコラーエフの独房を警備していた国家治安当局の職員について言及している。この職員は、スターリンによるニコラーエフへの尋問にも立ち会った。ニコラーエフはスターリンに対し、「4か月に亘り、内務人民委員部の職員が、『党の大義の名において、キーロフを射殺する必要があるのです』と私を説得してきました。『あなたの命は保証する』とも言われたので、私はこれに同意しました。彼らはすでに私を二回逮捕しましたが、二回とも釈放したのです。そして、私は遂にこの仕事を成し遂げました。党の利益のために！」「しかし、実際には、彼らは私を牢獄にぶち込んだのです。彼らは決して容赦しない。私はもう、自分が助からないであろうことは分かっている！」と訴えかけた。次の瞬間、国家治安当局の職員らが独房に入った。ニコラーエフは彼らを指差し、こう叫んだ。「こいつらさ。こいつらが俺を説得したんだよ！」
ニコラーエフが処刑された翌日、スターリンは手書きによる「同志キーロフに対する極悪非道なる殺害に関する出来事からの教訓」と題した文書を政治局の委員たちに送り、「この犯罪は、ジノーヴィエフとトロツキーによる直接の命令で実行されたものだ」と述べた。1935年1月18日、ボリシェヴィキ全連邦共産党中央委員会は、スターリンによるこの書簡を地方の党組織に送った。

セルゲイ・キーロフの棺の傍らに立つヨシフ・スターリンとアンドレイ・ジダーノフ（1934年12月6日）

作家のヴラジーミル・ヴァシーリエヴィチ・カルポフは、著書『Генералиссимус』（「ゲニェラリッシモス」、『大元帥』）の中で、「キーロフの死後、スターリンは体重が減り、引きこもりがちになり、塞ぎ込み、悲しみに打ちひしがれた」と書いた。スターリンの最初の妻であるイェカチェリーナ・スワニーゼ (Екатери́на Свани́дзе) の妹・マリーヤは、1934年12月6日に行われたキーロフの葬儀にて、スターリンがとても悲しげな表情を見せていた趣旨を記述している。マリーヤは、「二人がどれほど親しかったかを知っているだけに、この写真を見ていると、魂が引き裂かれそうで、会場全体が悲しみに包まれ、泣いている...」と書いた。
ソ連当局は、「カーメネフとジノーヴィエフが率いる『トロツキー・ジノーヴィエフ本部』の代表者の手で殺害された」と発表した。しかし、1934年の時点で、カーメネフもジノーヴィエフも政府の役職には就いておらず、厳重に警備されているキーロフの元へ殺人者を送り込むのは不可能であった。ニキータ・フルシチョフは回顧録の中で以下のように書いた。
「ニコラーエフはスモーリヌイ修道院に入り、地域党委員会の建物の階段の吹き抜けにいた。彼はここでキーロフに接近し、殺害した。スモリーヌイへと続く道には警備員がおり、特にキーロフが出入りしていた玄関は厳重に警備されていた。権威ある誰かの助け無しでは不可能な犯行だ」「スターリンによる尋問の際、ニコラーエフはその場に跪き、自分は党のために『依頼されて』キーロフを殺した、と言い始めた。スターリンの尋問が始まる前に、ニコラーエフは捜査官からの質問に答えることを拒否し、スターリンに会わせて欲しい、と要求した。ニコラーエフは、『自分には何の罪も無い。自分の行動（キーロフを殺したこと）の理由については、モスクワが全て知っている』と主張した」
内務人民委員部の反対にもかかわらず、スターリンは「ジノーヴィエフによる犯行の痕跡」を作るよう命令し、カーメネフとジノーヴィエフおよびその支持者たちを、キーロフ殺害の容疑で告発した。1934年12月16日、カーメネフとジノーヴィエフは逮捕された。セルゲイ・キーロフの殺害にカーメネフやジノーヴィエフが関与した証拠は一つも無かった。スターリンは、彼らが犯してすらいない犯罪で告発し、弾圧したのであった。
1937年3月3日、スターリンは、ボリシェヴィキ全連邦共産党中央委員会総会にて演説を行い、「同志キーロフの極悪非道な殺害は、重大な警告の第一段階であった。それは、人民の敵が裏切りを遂行し、その背信行為によって、信頼を得て、我々の組織に潜入するため、ボリシェヴィキ党員として偽装してくる、というものである」「敵の状況が絶望的なものになればなるほど、ソ連との闘争において『もはや万策尽きた』と判断した場合、極端な手段を容易に選ぼうとすることを忘れてはならない。我々はこのことを肝に銘じ、警戒せねばならない」「トロツキー派・ジノーヴィエフ派の悪逆非道なる者たちが、工作員、扇動者、破壊工作員、白軍、富農…我が国の労働人民にとって不倶戴天の敵であるすべての者たちを、ソ連に対する闘争において団結させていることが証明された」「現状において、全てのボリシェヴィキに不可欠な特質は、どれほど巧妙に変装していても、我が党の敵を識別できる能力でなければならない」と明言した。
ラヴリェンチー・ベリヤ (Лаврентий Берия) の息子で歴史家のセルゴ・ベリヤは、「キーロフが殺されたとき、父はグルジアで働いていたが、のちに新聞が書いたように、陰謀など無い趣旨を明言した。この殺人犯は孤独であった」「父は、何が起こったのかを詳細に復元しようとしたが、セルゲイ・ミローノヴィチの死について解明できる文書は見付からなかった」と書いた。
歴史家のオレグ・フリェヴニュークが指摘しているように、セルゲイ・キーロフはヨシフ・スターリンの忠実な同盟者であった。スターリンの死後、ニキータ・フルシチョフの時代になると、「スターリンがキーロフを殺すよう指令を出した」との説が浮上した。1961年、フルシチョフは、ソ連最高裁判所軍事諮問委員会の特別房の護衛から書簡を受け取った。その書簡には、捜査中にニコラーエフが残りの被告人を中傷した、と書かれてあった。
オレグ・フリェヴニュークは、「キーロフはスターリンの政敵ではなかったし、スターリンもキーロフを敵対者とは見ていなかった。キーロフがスターリンの路線に反対したことを示す文書は一枚も見付かっていない」「党内において、キーロフは取るに足らぬ存在であった」、「『キーロフは政治局における自由主義者であり、スターリンの後任と目され、スターリンと論争を繰り広げた勇気ある人物である』というのは作り話である」「キーロフはモスクワをめったに訪問せず、党の精鋭の投票にはほとんど参加せず、彼の関心はほぼレニングラードに向けられていた」と指摘している。1934年1月から2月にかけて開催されたボリシェヴィキ全連邦共産党中央委員会第17回党大会にて、「多くの代表がスターリンに反対票を投じ、誰かがキーロフを書記長に選出することを提案した」とされる有名な話があるが、このことを裏付ける証拠は無い、という。
歴史ジャーナリストのレオニード・ムレチンは、「暗殺されなければ、キーロフはほとんど注目されない存在のまま生涯を終えただろう」と述べた。
ヴラジーミル・パーヴロヴィチ・ナウモフ (Влади́мир Павлович Нау́мов) は、「キーロフは主要な人物ではなく、スターリンを中心とした指導的中核の一員でもなかった」と述べた。
キーロフ殺害事件の捜査に参加した一人、ゲンリフ・リュシコフ (Генрих Люшков) は陰謀の存在を否定している。ソ連から日本に亡命したリュシコフは、1938年7月3日付の読売新聞にて、以下のように書いた。
「陰謀は想像の産物であり、いずれも全てでっちあげられたものである」「ニコラーエフはジノーヴィエフ派には属していなかった。彼は誇大妄想に取り憑かれており、正気を失っていた。彼は『英雄として歴史に名を残して死のう』と決意した。彼の日記からは、そのように判断できる」
セルゲイ・キーロフの暗殺事件を調査した者たちの結論は、「『キーロフの暗殺にスターリンが関与していた』ことを示す証拠は見付からなかった」である。
ヴィークトル・バランは、「失敗が無かったわけでもないが、スターリンはその任務を完遂した。彼は、自分にとって好ましくない人物を排除し、政敵に責任を転嫁し、ソ連国内に恐怖をもたらした」と書いた。
1990年12月に開催されたソ連最高裁判所軍事諮問委員会本会議で、「キーロフに対するテロ行為は、ニコラーエフ一人が考案し、実行した」との結論が下されて以降は「キーロフ殺害は、孤独な殺人者による犯行である」説が支持されやすくなった。
歴史家のヴァジーム・ザッハーロヴィチ・ロゴーヴィンは、「1930年代のソ連史を研究している学者たちの多くは、キーロフ銃撃事件に対して国民が当惑し、呆然としていた状態でほとんど抵抗が無いままスターリンが恐怖を解き放つことができた、という点で同意している。しかし、今日に至るまで、このような悲劇は歴史においては決して珍しいことではなく、完全には明らかにされることが無いであろう『周到に計画された多くの政治的暗殺』と見做されるか、あるいは『ある特定の指導者の利益と密接に一致する歴史的状況の珍しい偶然』と見做されるか、のいずれかであり、『指導者の演説に対する疑惑は永久に残る』という認識が根強い」と書いた。

## 映画における描写
- Художественный фильм «Миф о Леониде» (1991)
- Художественный фильм «Великий гражданин» (1938)
- Исторический сериал «Власик. Тень Сталина» (2017)

## 資料
- Павел Судоплатов. Спецоперации
- Шестая версия
- ын убийцы Кирова доказал родство через 70 лет
- 1935-1936 годы: ТЕРРОР И  "УМИРОТВОРЕНИЕ"
- «Мы нагнали такой величайший, подобающий революции страх»
- Чисто партийное убийство
- О недостатках партийной работы и мерах ликвидации троцкистских и иных двурушников: Доклад на Пленуме ЦК ВКП(б) 3 марта 1937 года
- Берия С. Л. Мой отец - Лаврентий Берия. - М . : Современник, 1994. - 431 с. : 17 л. портр. - (Осмысление века: дети об отцах).
- СТАЛИН: ИНОЙ ВЗГЛЯД